# الدوري الباراغواياني لكرة القدم 1906
الدوري الباراغواياني لكرة القدم 1906 (بالإسبانية: Campeonato Paraguayo de Fútbol 1906) هو الموسم 1 من الدوري الباراغواياني لكرة القدم. أشرف على تنظيمه اتحاد باراغواي لكرة القدم، وكان عدد الأندية المشاركة فيه 6، وفاز فيه نادي غواراني.